# Chościsko
Chościsko (okolo 795 – okolo 867) byl legendární vojevůdce Polanů. V době, kdy zemřel, mělo území, kterému vládl, přesahovat území Velkopolska. Jeho syn Piast je považován za bájného zakladatele polské panovnické dynastie Piastovců.

## Historické doklady
Podle Galla Anonyma, který se o něm zmiňuje ve svém díle Cronicae et gesta ducum sive principum Polonorum, byl Chościsko prapředkem dynastie Piastů. V jeho latinsky psané Polské kronice se jeho jméno objevuje dvakrát:
- Na počátku pověsti o Piastovi: Pazt filius Chossistconis (polsky Piast, syn Chościska).[1]
- V první větě další kapitoly: Semovith filius Pazt Chossistconis (polsky Siemowit, syn Piasta Chościskowica).[1]

Chościskem je v první kapitole Polské kroniky nazván také kníže Popel (Popiel) . Toto jméno zde mohlo být použito jako přídomek, eventuálně bylo přidáno do rukopisu v pozdější době. Druhá možnost je však pravděpodobnější, protože originální latinská forma pověsti O księciu Popielu zwany Chościsko je gramaticky nesprávná. Interpolace mohla být provedena dodatečně pod vlivem Velkopolské kroniky (Kronika wielkopolska), která uvádí, že Popel  dostal přezdívku Chościsko neboli Koště kvůli svým dlouhým vlasům.
Ta stejná kronika píše o Měškovi (Mieszko), synovi Konráda Mazovského (Konrad Mazowiecki), a sděluje, že měl přezdívku Chosziszco, což znamená, že rovněž nosil dlouhé vlasy. Také se mohlo jednat o zvláštní pokrývku hlavy – čepici  nebo kalpak. Tato etymologie se stala výchozím bodem pro badatele.
Podle Jaceka Banaszkiewicze toto jméno označuje či charakterizuje osobu, která má dlouhé, pěstěné vlasy, téměř po ženském způsobu. To by stavělo prapředka Piastovců do jedné roviny s dalšími mytickými zakladateli dynastických rodů, kteří jsou popisování podobně. Banaszkiewicz odkazuje především na norská dvojčata Haddingy (norsky Haddingjar), dánského krále Hadinguse nebo také na rod vandalů Hasdingů. Tato jména spojuje stejný slovní základ, jsou odvozena od staronordického slova hadd-r, což znamená účes.

## Varianty významu slova

#### Dlouhovlasý
Význam jména Chościsko souvisí pravděpodobně se slovem ohon (chost/chwost).  Slovo chościsko je odvozeno od výrazu hastingsko, což v řeči kmene Hasdingů znamenalo „dlouhovlasý". V praslovanštině se hůře vyslovovalo, proto bylo převedeno na nominální výraz „chost“, tedy „ohon“.

#### Kníže
Méně přijímáno je mezi odborníky vysvětlení, že Chościsko je přídomek, který označuje společenský status – kníže. Usuzuje se tak mj. na základě zápisu v Hnězdeňských kázáních (Kazania gnieźnieńskie): „... gdisczy szo kthoremy krolevy, albo xoszoczu szin narodzy ...“ (česky: ...kdysi se některému králi, nebo knížeti syn narodil...), kde slovo xoszoczu znamená kníže.
Ve 12. století bylo velmi obtížné přepsat slovanský dialekt do latiny, a to především proto, že v latině chybí nosové (nazální) samohlásky a třené souhlásky (sykavky). Písmeno „x“ se mnohdy zapisovalo jako „ch“. Existuje domněnka, že Gallus Anonymus čerpal při psaní své kroniky z nejstarších dochovaných písemných záznamů, kde byl Piast zapsán jako syn nějakého „Choszecza“ nebo „Choszycza“ – tedy knížete. Tato teorie se však zdá historikům jako málo věrohodná, protože Chościsko byl podle Galla Anonyma prostým člověkem. Stejně jako Piast, kterého knížetem titulovali až pozdější kronikáři.

#### Cop
Jiná verze hovoří o tom, že „chościsko“, tedy „ohon“ nebo „kosa“, je výrazem pro slovo „cop“, a jde tedy o jeden ze symbolů mužnosti v raném středověku. Dlouhé vlasy tehdy symbolizovaly moc, např. u Merovejců.

#### Vesnice
V oblasti Dolní Lužice se poblíž města Luckau nachází osada Schlabendorf am See, která se v dolnolužické srbštině vyslovuje jako Chóžyšća, což zde znamená ohon.